# BRZRKR
BRZRKR е поредица от комикси, създадена и написана от Киану Рийвс и Мат Киндт, с илюстрации от Рон Гарни. Историята проследява безсмъртен воин, известен като Берсерк, докато си пробива път през времето. Първият брой е издаден на 3 март 2021 г. от Boom! Studios, като събира повече от 1,4 милиона долара в кампания за финансиране на Kickstarter.

## Описание
Заглавието се отнася до берсерки, викингски воини, известни със свирепостта си в битка. Сюжетът проследява Б., войник, който работи в опасни мисии за правителството на Съединените щати и е обект на напреднали експерименти, които му дават безсмъртие и да се регенерира.
Б. се оказва въвлечен в насилствени и опасни ситуации, които го карат да постави под въпрос собственото си съществуване и ролята си в света. Въпреки че комиксът включва много насилие и екшън, той също така се фокусира върху изследването на психологията на главния герой и неговата борба да намери своето място в света.
Един от акцентите на BRZRKR е физическата прилика на главния герой с актьора Киану Рийвс. Поредицата включва и голямо разнообразие от поддържащи герои, всеки със собствена предистория и мотивация.

## Прием
Според Comicbook Roundup поредицата получава положителни отзиви от критиците – средна оценка 8,5 от 10 въз основа на 20 ревюта.

## В България
Първият брой е издаден през 2021 г. от Артлайн Студиос, а вторият, през 2023 г. Двата тома са в превод на Ина Димитрова